# Ikresedés

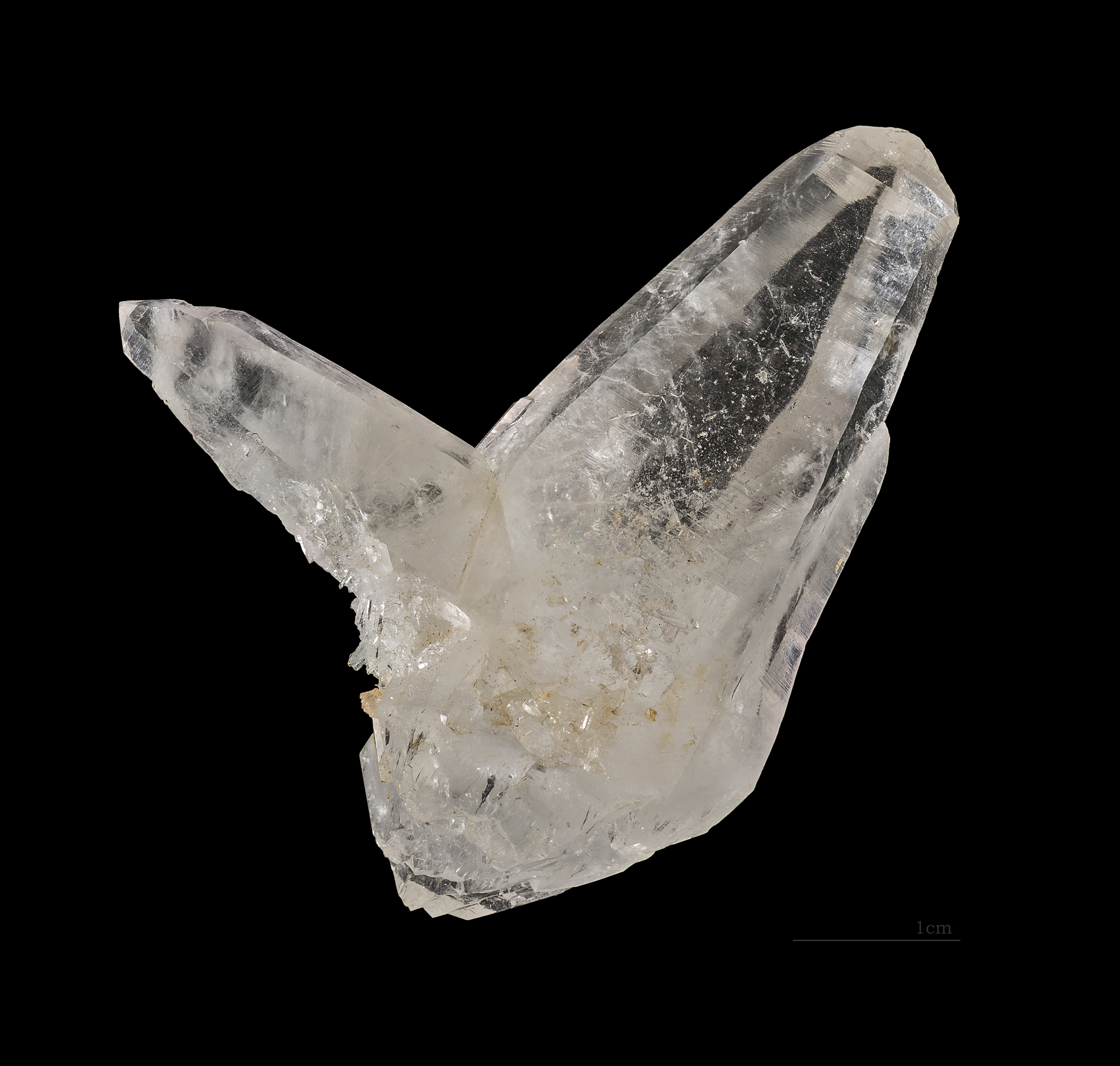
Ikerösszenövés - Kvarc

Az ikresedés (más néven ikerösszenövés) a kristályok szabályos összenövésének olyan módja, mely során ugyanannak az ásványfajnak két vagy több kristálya meghatározott törvények szerint nő össze egymással úgy, hogy az egymással összenőtt kristályok szimmetrikusan helyezkednek el egymáshoz képest.

## Az ikresedés fajtái
Az ikresedés lehet:
- ikersík szerinti, ha az egyik iker a másiknak tükörképe. A szimmetriasík az ikersík.
- ikertengely szerinti, ha az egyik iker tengely körüli elforgatással fedésbe vihető a másik ikerrel.

## Poliszintetikus ikresedés
A poliszintetikus ikresedés a kristályok ikerösszenövésének olyan formája, melynek során kettőnél több kristály nő össze egymással.

## Ikertörvény
Az ásványtani sík vagy tengely meghatározása adja meg az ikertörvényt. Az egymással ikersík szerint ikreket alkotó kristályoknak mindig van legalább egy közös kristálytani iránya, ez az összenövési lap. Az összenövési lap nem mindig azonos az ikersíkkal, hanem a különböző orientációjú kristályrácsok közös rácssíkja.
- Mellénőtt ikrekről beszélünk, amikor az ikeregyedek egymás mellett helyezkednek el az összenövési lap mentén.

- Átnövési ikrekről beszélünk, ha a két ikeregyed áthatol egymáson. Ilyenkor az összenövési lap általában nem egyezik az ikersíkkal.

- Összetett ikreknek nevezzük azokat az ikreket, melyekben az egyedek több különböző ikertörvény szerint nőttek össze.

Az ikerösszenövés során előfordulhat, hogy az ikresedett (összenőtt) kristály szimmetriája nagyobb, mint az eredeti ásványé. Ezt a növekedést álszimmetriának (mimézia) nevezzük.
Az ikresedést megkülönböztetjük a párhuzamos összenövéstől.